# Deutsche Cadre-45/2-Meisterschaft 1935

Veranstaltungsort: Kassel

Die Deutsche Cadre-45/2-Meisterschaft 1935 war eine Billard-Turnierserie und fand vom 14. bis zum 17. März 1935 in Kassel zum 17. Mal statt.

## Geschichte
Der 31-jährige Frankfurter Walter Lütgehetmann gewann bei seiner zweiten Teilnahme seinen ersten Titel im Cadre 45/2. In einer Stichpartie gegen den Berliner Walter Joachim, der zum dritten Mal bei einer DM die Stichpartie verlor, siegte Lütgehetmann mit 400:298 in 40/39 Aufnahmen. Der Berliner Werner Sorge belegte zum zweiten Mal den dritten Platz. Insgesamt war aber das Niveau deutlich schlechter als in den Jahren zuvor.

## Turniermodus
Das ganze Turnier wurde im Round-Robin-System bis 400 Punkte ohne Nachstoß gespielt. Bei MP-Gleichstand wurde in folgender Reihenfolge gewertet, außer es ging um den Titel. Dann wurde eine Stichpartie gespielt.
1. MP = Matchpunkte
2. GD = Generaldurchschnitt
3. HS = Höchstserie

## Abschlusstabelle
| MP    | Match Points (Sieger = 2; Unentschieden = 1; Verlierer = 0) |
| Pkte. | Erzielte Karambolagen                                       |
| Aufn. | Benötigte Versuche                                          |
| GD    | Generaldurchschnitt                                         |
| BED   | Bester Einzeldurchschnitt eines Spielers                    |
| HS    | Höchstserie                                                 |
|       | Bester GD des Turniers                                      |
|       | Bester ED des Turniers                                      |
|       | Beste HS des Turniers                                       |
|       | 1. Platz (Gold)                                             |
|       | 2. Platz (Silber)                                           |
|       | 3. Platz (Bronze)                                           |

| Klassement vor der Stichpartie               | Klassement vor der Stichpartie       | Klassement vor der Stichpartie | Klassement vor der Stichpartie | Klassement vor der Stichpartie | Klassement vor der Stichpartie | Klassement vor der Stichpartie | Klassement vor der Stichpartie |
| Platz                                        | Name                                 | MP                             | Pkte.                          | Aufn.                          | GD                             | BED                            | HS                             |
| -------------------------------------------- | ------------------------------------ | ------------------------------ | ------------------------------ | ------------------------------ | ------------------------------ | ------------------------------ | ------------------------------ |
| 1                                            | Walter Lütgehetmann (Frankfurt/Main) | 12:2                           | 2590                           | 177                            | 14,63                          | 25,00                          | 121                            |
| 2                                            | Walter Joachim (Berlin)              | 12:2                           | 2683                           | 197                            | 13,61                          | 19,04                          | 146                            |
| 3                                            | Werner Sorge (Berlin)                | 10:4                           | 2537                           | 178                            | 14,25                          | 28,57                          | 131                            |
| 4                                            | Carl Foerster (Aachen)               | 8:6                            | 2328                           | 154                            | 15,11                          | 20,00                          | 117                            |
| 5                                            | Johannes Wölfel (Nürnberg)           | 4:10                           | 2206                           | 215                            | 10,26                          | 13,79                          | 128                            |
| 6                                            | Albert Herbing (Hannover)            | 4:10                           | 2089                           | 216                            | 9,67                           | 12,90                          | 78                             |
| 7                                            | Gerd Thielens (Gelsenkirchen)        | 4:10                           | 1771                           | 192                            | 9,22                           | 12,50                          | 53                             |
| 8                                            | Franz Hahn (Düsseldorf)              | 2:12                           | 1942                           | 229                            | 8,48                           | 9,75                           | 79                             |
| Turnierdurchschnitt: 11,64                   |                                      |                                |                                |                                |                                |                                |                                |
| -                                            | Stichpartie                          |                                |                                |                                |                                |                                |                                |
| -                                            | Walter Lütgehetmann (Frankfurt/Main) | 2:0                            | 400                            | 40                             | 10,00                          | 10,00                          | 54                             |
| -                                            | Walter Joachim (Berlin)              | 0:2                            | 298                            | 39                             | 7,64                           | –                              | 54                             |
| -                                            | nach Stichpartie                     |                                |                                |                                |                                |                                |                                |
| 1                                            | Walter Lütgehetmann (Frankfurt/Main) | 14:2                           | 2990                           | 217                            | 13,77                          | 25,00                          | 121                            |
| 2                                            | Walter Joachim (Berlin)              | 12:4                           | 2981                           | 236                            | 12,63                          | 19,05                          | 146                            |
| Turnierdurchschnitt: 11,51 (mit Stichpartie) |                                      |                                |                                |                                |                                |                                |                                |